# یوروبا
یوروبا نام یکی از اقوام بزرگ آفریقایی است.
یوروباها در حدود ۳۰ درصد کل جمعیت نیجریه را تشکیل می‌دهند و این قوم پیرامون ۴۰ میلیون نفر در سراسر آفریقای غربی جمعیت دارد.
دین ایشان اُریشا، اسلام و مسیحیت است.
«یوروبا، سرزمین آیین‌های دیرپا است. آیین‌هایی که نخست در پیوند با خوف و هراس ساکنان این دیار، در رویارویی با طبیعت به وجود آمد…؛ در اسطوره‌ها و آیین‌های مربوط به خدایان «یوروبا»، همه عناصری که به تولد تئاتر می‌انجامند، وجود دارند. درست همانگونه که تئاتر یونان از بطن آیین پرستش دیونیسوس (Dionysus) به وجود آمد، هنر نمایشی قوم «یوروبا» نیز از درام آیینی مایه گرفته است. درامی که حضور ملموس خدایان یا ارواح اجداد را در جشن‌ها و مراسم آیینی قبیله‌نشینان «یوروبایی»، همراه با ماسک و حرکات بدن به وسیله هنرمندان بومی – برای تماشاگران مشتاق خودی مجسم می‌نماید.»
لوبک می‌گوید: در یوروبا (مردم شناسان شیفته دور دست هستند) جشن ازدواج در میان بومیان با بی علاقگی هر چه تمامتر صورت می‌گیرد، مرد درگرفتن یک زن همانقدر فکر می‌کند که در بریدن یک خوشه گندم و از عشق و احساسات هرگز سخنی در میان نیست.
قوم یوروبا معتقدند هر کس سه روح همخانه دارد که اولی به نام اُلُوری، در سر جا دارد و حافظ و نگهبان و راهنمای شخص است. برای این روح قربانی می‌کنند که عمدتاً از پرندگان است و مقداری از خون آن را آمیخته با روغن نخل به پیشانی می‌مالند. از نظر مردم بدوی زدن و کوتاه کردن موی سر نیز کاری ظریف و دشوار است. دشواری‌ها و خطرهای این عمل در دو نوع است؛ نخست خطر آزردن روح ساکن در سر وجود دارد که ممکن است در حین این کار آسیب ببیند و بخواهد که از مسبب آن انتقام بگیرد. دوم، مشکل دور ریختن یا منهدم کردن موهای چیده شده است. زیرا انسان وحشی معتقد است که ارتباط همسویی بین خودش و هر جزئی از بدنش وجود دارد که حتی با جدا شدن هر جزئی از بدن همچنان برقرار است و بنابراین اگر آسیبی به اجزای جدا شده، مثل مو یا ناخن چیده شده، برسد، دامنگیر خود او می‌شود.

## نگارخانه

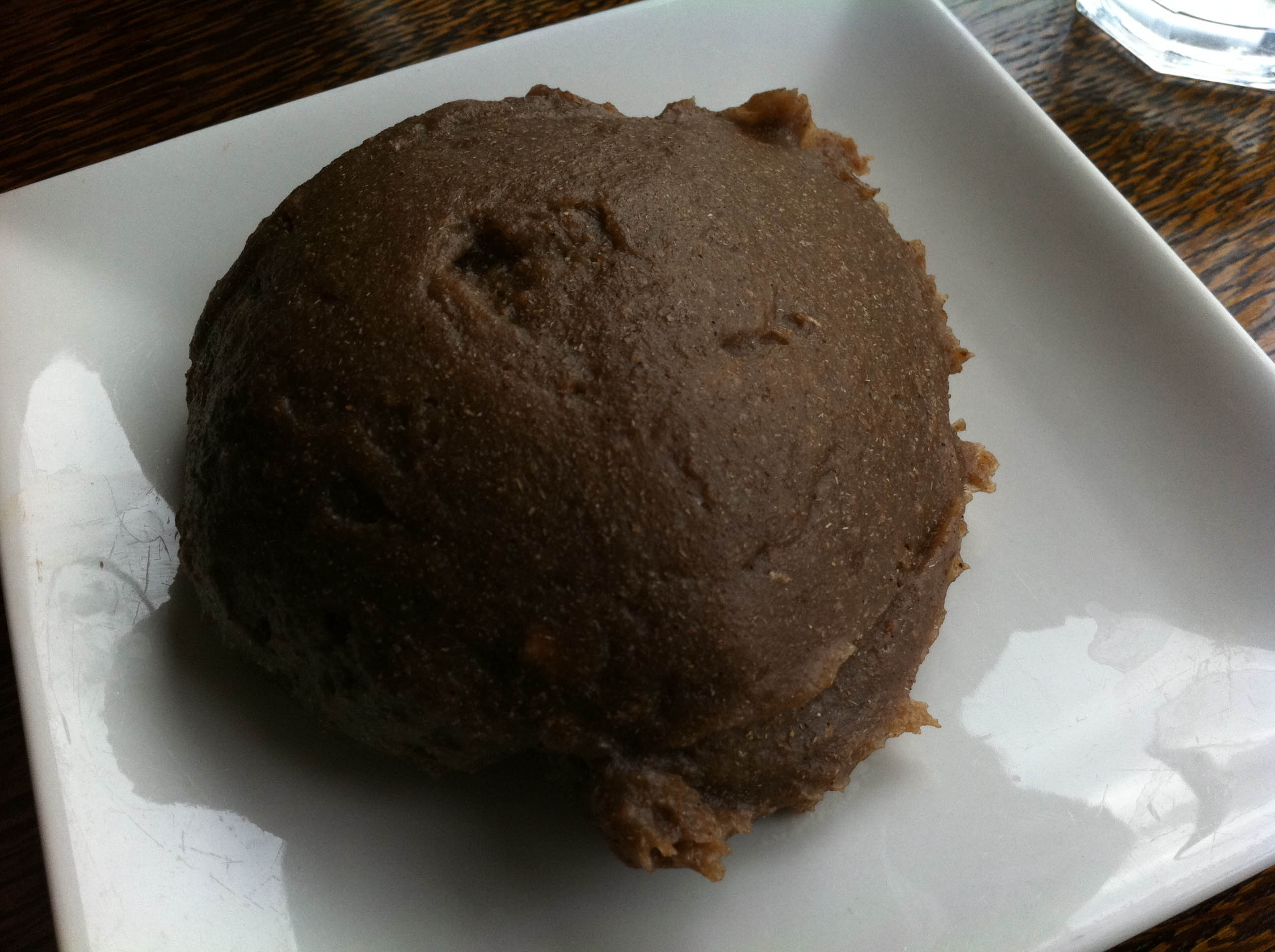
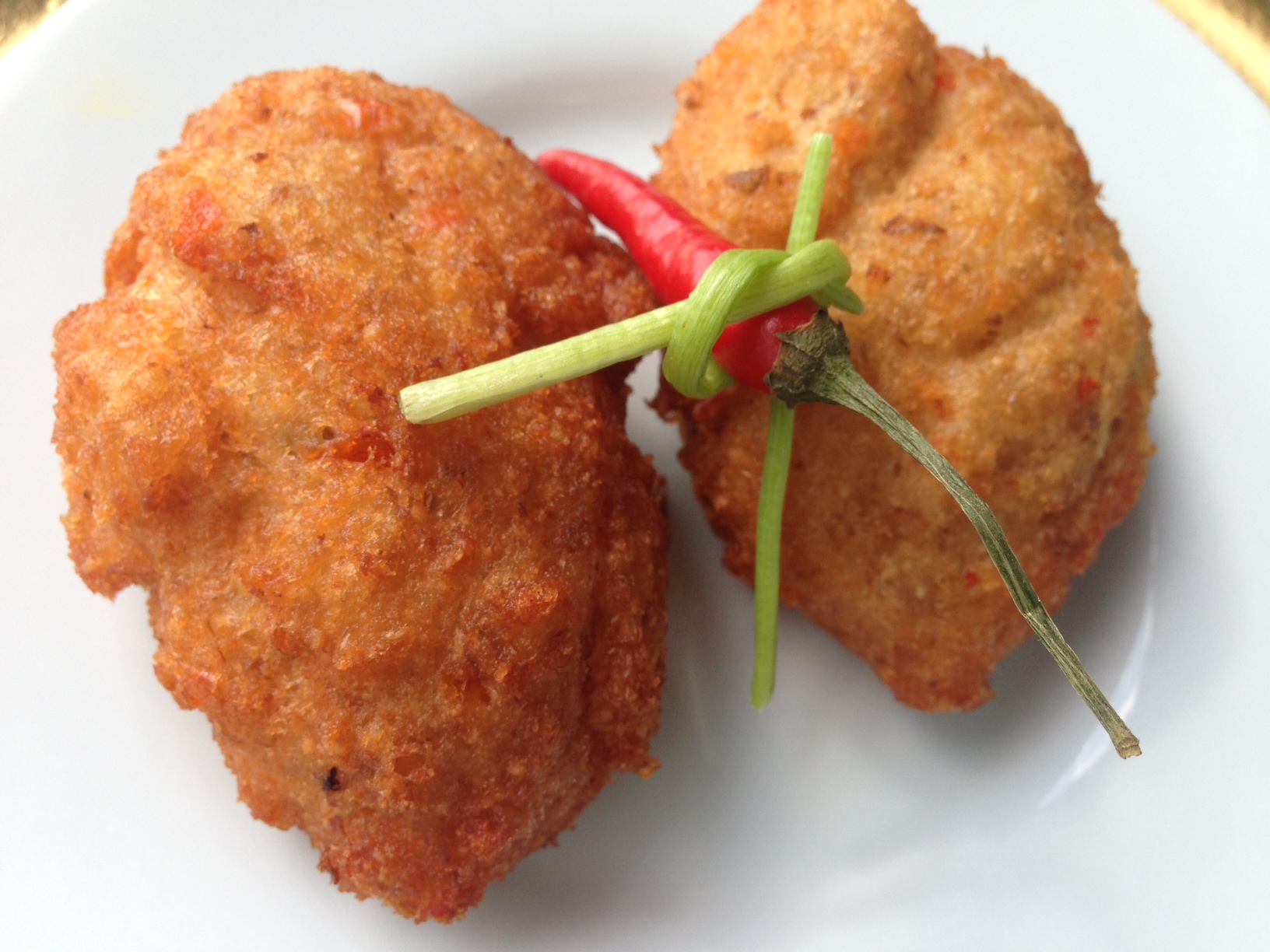
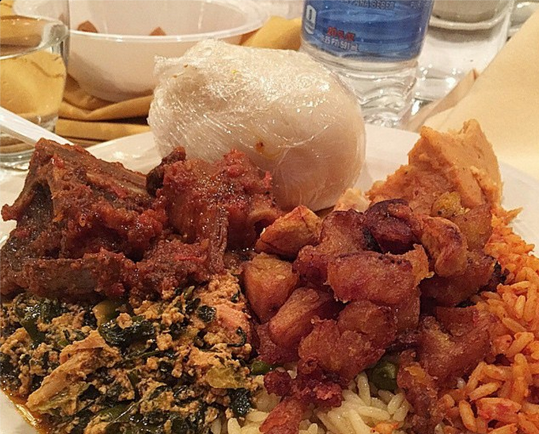
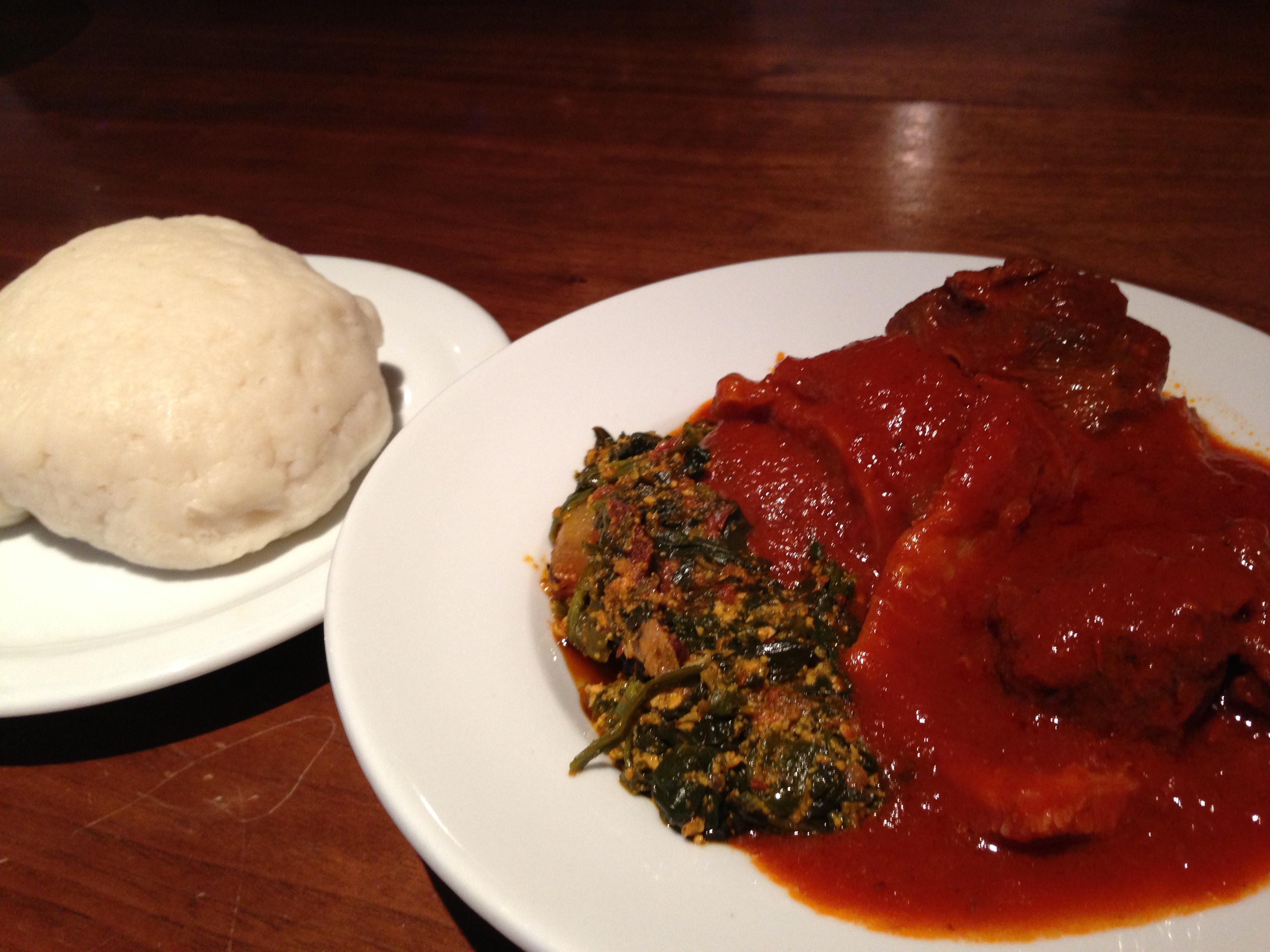
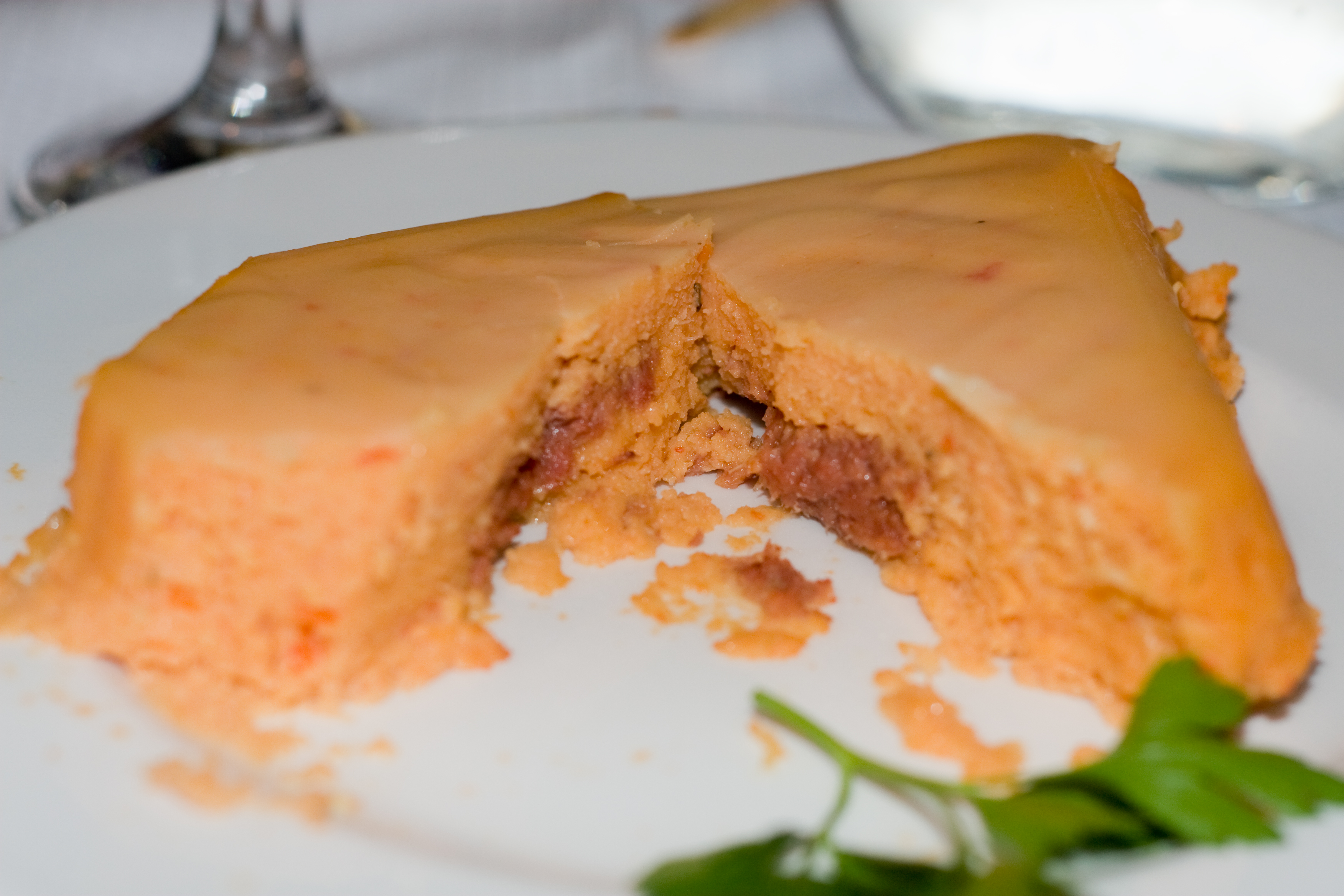